# Condylostylus floridus
Condylostylus floridus är en tvåvingeart som beskrevs av Octave Parent 1939. Condylostylus floridus ingår i släktet Condylostylus och familjen styltflugor.
Artens utbredningsområde är Costa Rica. Inga underarter finns listade i Catalogue of Life.